# Best Ed
Best Ed är en amerikansk-kanadensisk animerad TV-serie, skapad av Cartoon Network i USA och Teletoon in Kanada på 6 september 2008.
En serie äventyr med en alltför hjälpsam och entusiastisk hund som heter Ed och hans bästa vän, ekorren Doug, som alla kallar "Buddy" eftersom Ed refererar till honom som bästa kompis (best buddy). De bor i sina fiktiva hemstad Swellville